# Chélieu
Chélieu és un municipi francès situat al departament de la Isèra i a la regió d'Alvèrnia-Roine-Alps. L'any 2007 tenia 642 habitants.

## Demografia

### Població
El 2007 la població de fet de Chélieu era de 642 persones. Hi havia 220 famílies de les quals 41 eren unipersonals (12 homes vivint sols i 29 dones vivint soles), 57 parelles sense fills, 106 parelles amb fills i 16 famílies monoparentals amb fills.
La població ha evolucionat segons el següent gràfic:
Habitants censats

### Habitatges
El 2007 hi havia 266 habitatges, 228 eren l'habitatge principal de la família, 27 eren segones residències i 10 estaven desocupats. 250 eren cases i 13 eren apartaments. Dels 228 habitatges principals, 197 estaven ocupats pels seus propietaris, 24 estaven llogats i ocupats pels llogaters i 7 estaven cedits a títol gratuït; 2 tenien una cambra, 4 en tenien dues, 21 en tenien tres, 60 en tenien quatre i 141 en tenien cinc o més. 107 habitatges disposaven pel capbaix d'una plaça de pàrquing. A 80 habitatges hi havia un automòbil i a 139 n'hi havia dos o més.

### Piràmide de població
La piràmide de població per edats i sexe el 2009 era:
| Homes | Edats   | Dones |
| ----- | ------- | ----- |
| 0     | 95 o +  | 0     |
| 0     | 90 a 94 | 4     |
| 4     | 85 a 89 | 0     |
| 4     | 80 a 84 | 4     |
| 8     | 75 a 79 | 16    |
| 4     | 70 a 74 | 16    |
| 8     | 65 a 69 | 12    |
| 4     | 60 a 64 | 4     |
| 4     | 55 a 59 | 8     |
| 28    | 50 a 54 | 8     |
| 20    | 45 a 49 | 36    |
| 16    | 40 a 44 | 16    |
| 20    | 35 a 39 | 12    |
| 24    | 30 a 34 | 20    |
| 16    | 25 a 29 | 16    |
| 20    | 20 a 24 | 4     |
| 20    | 15 a 19 | 4     |
| 20    | 10 a 14 | 12    |
| 24    | 5 a 9   | 24    |
| 24    | 0 a 4   | 12    |

## Economia
El 2007 la població en edat de treballar era de 420 persones, 323 eren actives i 97 eren inactives. De les 323 persones actives 301 estaven ocupades (168 homes i 133 dones) i 21 estaven aturades (7 homes i 14 dones). De les 97 persones inactives 26 estaven jubilades, 46 estaven estudiant i 25 estaven classificades com a «altres inactius».

### Ingressos
El 2009 a Chélieu hi havia 231 unitats fiscals que integraven 669 persones, la mediana anual d'ingressos fiscals per persona era de 18.798 €.

### Activitats econòmiques
Dels 24 establiments que hi havia el 2007, 1 era d'una empresa alimentària, 9 d'empreses de construcció, 1 d'una empresa de comerç i reparació d'automòbils, 1 d'una empresa de transport, 1 d'una empresa d'hostatgeria i restauració, 2 d'empreses d'informació i comunicació, 1 d'una empresa financera, 2 d'empreses immobiliàries, 3 d'empreses de serveis i 3 d'empreses classificades com a «altres activitats de serveis».
Dels 8 establiments de servei als particulars que hi havia el 2009, 1 era un taller de reparació d'automòbils i de material agrícola, 2 guixaires pintors, 2 fusteries, 2 electricistes i 1 perruqueria.
L'any 2000 a Chélieu hi havia 19 explotacions agrícoles que ocupaven un total de 430 hectàrees.

## Equipaments sanitaris i escolars
El 2009 hi havia una escola elemental.

## Poblacions més properes
El següent diagrama mostra les poblacions més properes.